# Lumban Silintong (Pagaran)
Lumban Silintong is een bestuurslaag in het regentschap Tapanuli Utara van de provincie Noord-Sumatra, Indonesië. Lumban Silintong telt 1430 inwoners (volkstelling 2010).